# Camallanus
Genre
Camallanus est un genre de nématodes de la famille des Camallanidae. Ces espèces sont des parasites qui se rencontrent en eau douce comme en eau de mer.

## Liste d'espèces
Selon World Register of Marine Species (24 février 2021) :
- Camallanus aotea Slankis & Korotaeva, 1974
- Camallanus atropusi Bashirullah & Khan, 1973
- Camallanus bispiculus Rajyalakshmi, Rao & Shyamasundari, 1988
- Camallanus carangis Olsen, 1954
- Camallanus chauhani Srivastava & Gupta, 1975
- Camallanus chorinemi Rasheed, 1970
- Camallanus cinereusis Bilqees, Khanum & Jehan, 1971
- Camallanus cotti Fujita, 1927
- Camallanus dollfusi Bashirullah & Khan, 1973
- Camallanus gnuluyumbu Slankis & Korotaeva, 1974
- Camallanus goaensis Soota, 1981
- Camallanus guttatusi Khan & Begum, 1977
- Camallanus indicus Kalyankar, 1971
- Camallanus jiyuensis Fang & Luo, 2007
- Camallanus karachiensis Khan & Begum, 1971
- Camallanus kububudgeri Slankis & Korotaeva, 1974
- Camallanus lacustris (Zoega, 1776)
- Camallanus longimonospiculata Parukhin, 1978
- Camallanus magnivaginatus Bilqees, Zakia & Qamar, 1971
- Camallanus musteli Wang, Zhao, Wang & Zhang, 1979
- Camallanus nigeri Arya, 1987
- Camallanus penkotai Srivastava & Gupta, 1976
- Camallanus priacanthi Kataytseva, 1975
- Camallanus psettodi Parukhin, 1982
- Camallanus puriensis Srivastava & Gupta, 1975
- Camallanus qadrii Ashraf, Farooq & Khanum, 1977
- Camallanus surmai Rasheed, 1970
- Camallanus therapsi Srivastava & Gupta, 1975
- Camallanus trichiae Arya, 1987
- Camallanus trichiuris Bashirullah & Rahman, 1972
- Camallanus truncatus Rudolphi, 1814